# Vierfarbdruck
CMYK-Separation:

1. Cyan (C), 

2. Magenta (M), 

3. Yellow (Y), 

4. Key (K), 

5. CM, 

6. CMY, 

7. CMYK

CMYK-Farben nach DIN 2846-1

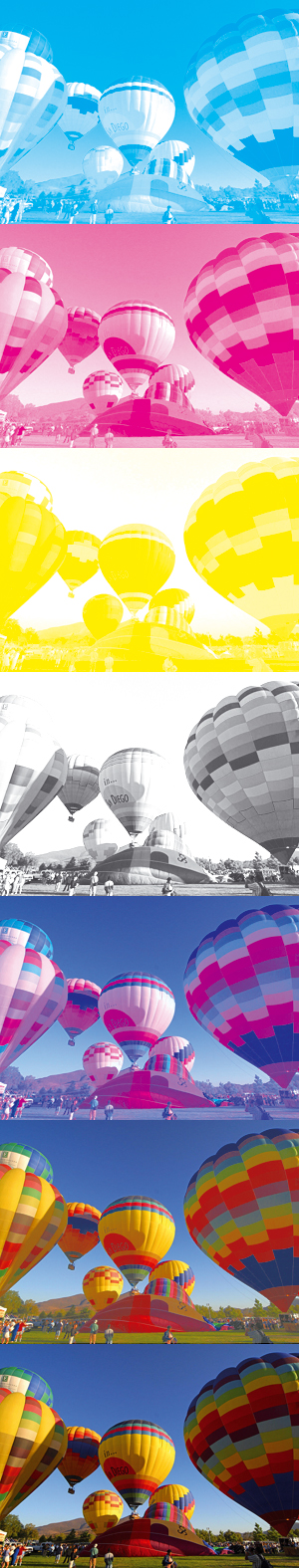
CMYK-Separation:
1. Cyan (C),
2. Magenta (M),
3. Yellow (Y),
4. Key (K),
5. CM,
6. CMY,
7. CMYK

Der Vierfarbdruck ist eine in modernen Druckverfahren angewandte Technik zum Erstellen farbiger Abbildungen. 
Als Erfinder des Farbdruckes mit drei bunten Grundfarben zuzüglich Schwarz gilt Jakob Christoph Le Blon, der 1732 die Farben Blau, Rot, Gelb und Schwarz verwendete.

## Übersicht
Das Druckbild wird dabei durch autotypische Farbmischung (einer Kombination von subtraktiver und additiver Farbmischung) aus vier genormten Optimalfarben aufgebaut. Zusätzlich ist auch die Farbe des Bedruckstoffes an der Farbmischung beteiligt.
| Normfarbe | Bezeichnung | Farbton        | Pigmentgruppe                                                              |
| --------- | ----------- | -------------- | -------------------------------------------------------------------------- |
|           | Cyan        | Helio-Echtblau | auf Basis Phthalocyaninblau                                                |
|           | Magenta     | Purpurton      | auf Basis eines Rhodamin-B-Farblacks, auch Dioxazinviolett                 |
|           | Yellow      | Gelb           | druckbeständige Gelbpigmente: Hansagelb, Permanentgelb, Pigment Yellow 151 |
|           | Key         | Schwarz        | Farbruß, geschönt mit Reflexblau                                           |

Die drei Grundfarben Gelb, Magenta, Cyan würden theoretisch ausreichen. Wegen physikalisch bedingter Form und Lage des Spektrums von technisch verfügbaren Farbpigmenten und grafischer Papiere ist aus C-M-Y allein kein Tiefschwarz (Farbtiefe) zu drucken.
Als vierte Druckfarbe wird für die „Tiefe“ zusätzlich Schwarz auf Basis von Farbruß verwendet. „K“ steht für Key (Schlüssel), da es die Schlüsselfarbe für den farblichen Kontrast ist. Die Wortherkunft entstammt der analogen Filmseparation. K wird in der deutschen Fachumgangssprache mitunter für Kontrast gedeutet.
Das Farbsystem wird als CMYK-Farbmodell bezeichnet. Die vier genormten Farben sind als Farbskala nach ISO 12647 und ISO 2846 definiert. Im europäischen Raum ist neben ISO-Skala noch die Bezeichnung Euroskala gebräuchlich.

## Verfahren

Beispiel für den Zusammendruck unterschiedlicher Farbanteile CMYK zu unterschiedlich farbigen Flächen, sichtbar ist auch die unterschiedliche Winkelung der Rasterfolien bei den Farben

Ausgehend von der Originalabbildung müssen zunächst Farbauszüge erstellt werden. In der herkömmlichen Druckvorstufe wird dabei die Vorlage nacheinander durch Farbfilter auf vier getrennte Filme belichtet, so dass auf dem ersten Film nur die Cyan-Anteile des Bildes erscheinen, auf dem zweiten nur die Magenta-Anteile, des Weiteren Gelb und die Dunkelstufe. Diese Farbauszüge müssen (entweder im gleichen Arbeitsgang oder anschließend) noch aufgerastert werden.
Das Halbtonbild wird dazu durch einen Glasgravur- oder Kontaktraster belichtet und dabei in kleine Bildpunkte zerlegt. Die Form dieser Rasterpunkte kann je nach Aufbau des verwendeten Rasters von quadratisch über kreisförmig, elliptisch bis rautenförmig variieren. Der Mittenabstand der Rasterpunkte ist innerhalb eines Bildes stets identisch, aber ihre ausgefüllte Fläche ändert sich je nach zu druckender Farbintensität von „Punkt nicht vorhanden“ bis „Punkt füllt die gesamte Fläche aus“. Diese Art der Rasterung wird auch als amplitudenmodulierte Rasterung bezeichnet. Die Rasterung ist notwendig, da die mit vier Farben im Druckpunkt entweder „Farbe“ oder „keine Farbe“ gedruckt werden kann. Das Druckverfahren erlaubt Abstufungen nur nebeneinander und nicht durch stärkeren Auftrag am selben Ort.
Als Beispiel stelle man sich einen Graukeil vor, der vom reinsten Weiß bis zum tiefsten Schwarz reicht. Alle diese Grautöne müssen nun mit der einen Druckfarbe Schwarz auf Papier gebracht werden. Dadurch, dass bei helleren Grautönen die Rasterpunkte kleiner ausfallen (beziehungsweise weniger gehäuft gedruckt werden) als bei dunkleren Tönen, entsteht bei geeignetem Betrachtungsabstand der optische Eindruck einer grauen Fläche, obwohl die Punkte in Wirklichkeit alle aus demselben Schwarz gedruckt sind. Wenn man ein Foto in einer Zeitung oder Illustrierten mit einer Lupe betrachtet, kann man die einzelnen Rasterpunkte sehr gut sehen.
Um einen Moiré-Effekt im Druck zu vermeiden, werden die Rasterfolien vor der Belichtung jeweils um einen festgelegten Winkel, den Rasterwinkel, gedreht. Die Winkel im standardmäßigen Offsetdruck sind: Cyan 15°, Magenta 75°, Yellow 0° und Schwarz 45°. In besonderen Fällen (so zur Reproduktion von Hautfarben) können diese Winkel auch getauscht werden. In der modernen digitalen Druckvorstufe werden diese Aufgaben von einem Computer wahrgenommen, dem sog. RIP (Raster Image Processor). In der Druckmaschine durchläuft das Papier nacheinander Druckwerke mit den vier Farben. Die Reihenfolge der Farben ist abhängig von Auftrag und Druckverfahren. Im Vierfarb-Offsetdruck ist die Reihenfolge Schwarz, Cyan, Magenta, Gelb die Regel.
In einer echten Vierfarben-Druckmaschine sind vier komplette Einfarben-Druckmaschinen hintereinander geschaltet. In kleineren Hausdruckereien ist oft nur ein Druckwerk vorhanden, so dass nach dem Druck der ersten Farbe die Maschine komplett gereinigt und auf die zweite Farbe umgestellt werden muss. Damit sich die Drucke der einzelnen Farben auch sauber decken, werden außerhalb des eigentlichen Druckbereiches Passkreuze mitgedruckt. Durch Verstellen des Längs- und Querregisters im jeweiligen Druckwerk können die vier Farben passgenau übereinander gedruckt werden. Ferner werden über die gesamte Breite des Druckbogens oder der Papierbahn noch Messfelder gedruckt, die dem Drucker dabei helfen, das Farbwerk der Maschine richtig einzustellen. Passkreuze und Messfelder werden normalerweise nach dem Druck weggeschnitten. Beim Verpackungsdruck können sie oft belassen werden, da sie nach dem Zusammenkleben der Verpackung (etwa bei Zigarettenschachteln) unter einer Decklasche verschwinden.

## Weitere Farbdrucke
Oft bestehen weitergehende Anforderungen für das Druckergebnis. Durch das Corporate Design kann es notwendig sein, dass eine vorgegebene „Hausfarbe“ zusätzlich als fünfte Farbe gedruckt wird. Beispielsweise darf diese Hausfarbe in einem Unternehmenslogo nicht gerastert werden, sondern soll als Vollton gedruckt werden.
Entsprechend dem Druckauftrag kann es nötig sein, eine fünfte Farbe zu drucken: Drucklack oder Spezialfarben, wie Gold- oder Silbertöne und Leuchtfarben.
Bei besonderen Druckanforderungen wird die Auflösung auf mehr als die vier Prozessfarben ausgedehnt, um die Wiedergabe des CMYK-Farbraums zu verbessern, und es werden weitere Buntfarben hinzugefügt. Vorwiegend für Kunstdrucke wird mit sechs Grundfarben gedruckt, um die Zwischentöne besser zu erreichen. Der (begrenzte) darstellbare Farbraum des Vierfarbdrucks wird vergrößert, wie es das Hexachromeverfahren unter dem geschützten Markenzeichen Pantone Hexachrome anbietet. Dieses arbeitet mit den sechs Druckfarben Cyan, Magenta, Yellow, Orange, Grün und Schwarz. Diese Drucktechnik ist mit erhöhten Kosten und arbeitstechnischem Aufwand verbunden, führt aber zu besseren Druckergebnissen. 
Eine andere Druckmethode mit mehr als den drei Grundfarben und zusätzlich Schwarz sind die von verschiedenen Herstellern angebotenen Fotodrucker. Diese Tintenstrahldrucker besitzen neben den Standardtönen (Gelb, Cyan, Magenta, Schwarz) die Zwischentöne (Rot, Grün, Blau) als zusätzliche Tintenkartusche, dies können Mehrfarb- oder Einzelpatronen sein.